# Orthoclada laxa
Orthoclada laxa är en gräsart som först beskrevs av Louis Claude Marie Richard, och fick sitt nu gällande namn av Ambroise Marie François Joseph Palisot de Beauvois. Orthoclada laxa ingår i släktet Orthoclada och familjen gräs. Inga underarter finns listade i Catalogue of Life.